# Istoria literaturii

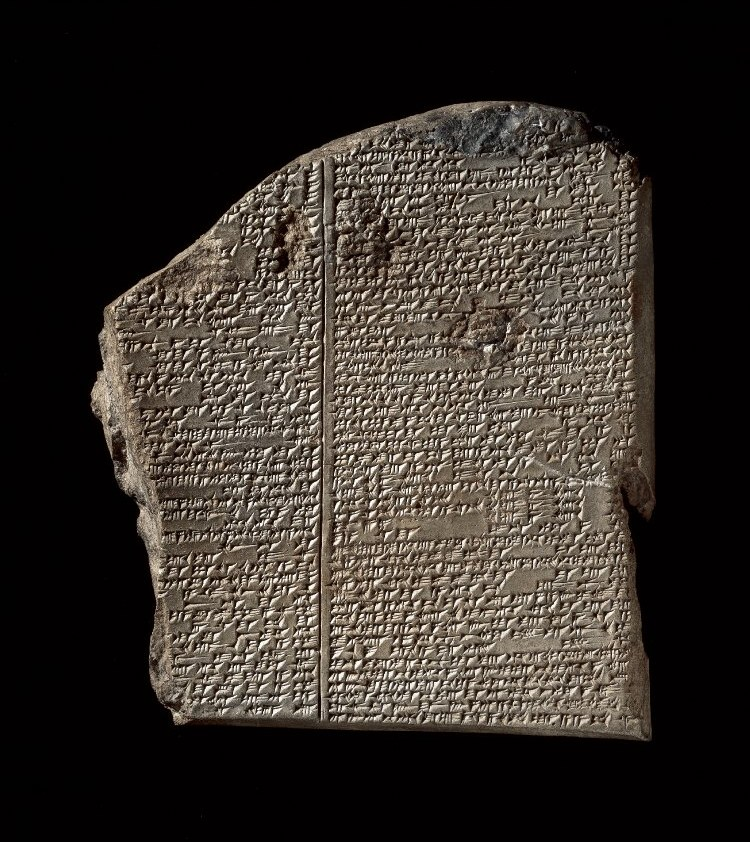
Tăbliță conținând un fragment din Epopeea lui Ghilgameș, considerat cel mai vechi text literar al umanității

Istoria literaturii este o ramură a istoriei preocupată de ordonarea în timp a momentelor creării textelor scrise, din momentul apariției primelor texte și opere literare și până în zilele noastre.
De-a lungul timpului, genurile literare s-au înscris în diversele curente literare care s-au succedat și prin care literatura devine corelată cu istoria.

## Antichitate

### Literatura sumero-babiloniană

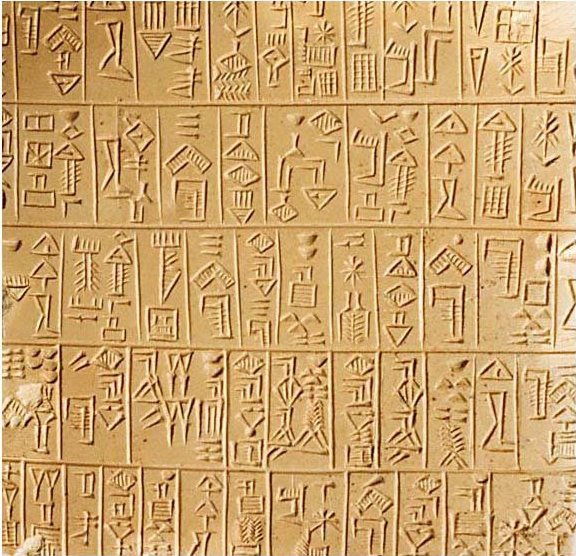
Inscripție sumeriană

În zona Mesopotamiei s-au descoperit sute de tăblițe de lut cu scriere cuneiformă, însumând o bogată literatură, care poate fi grupată în:
- Literatură religioasă
- Scrieri moral-filozofice
- Eposuri

Dintre acestea, cea mai importantă este Epopeea lui Ghilgameș, a cărei vechime se situează la începutul mileniului al III-lea î.Hr.

### Literatura egipteană

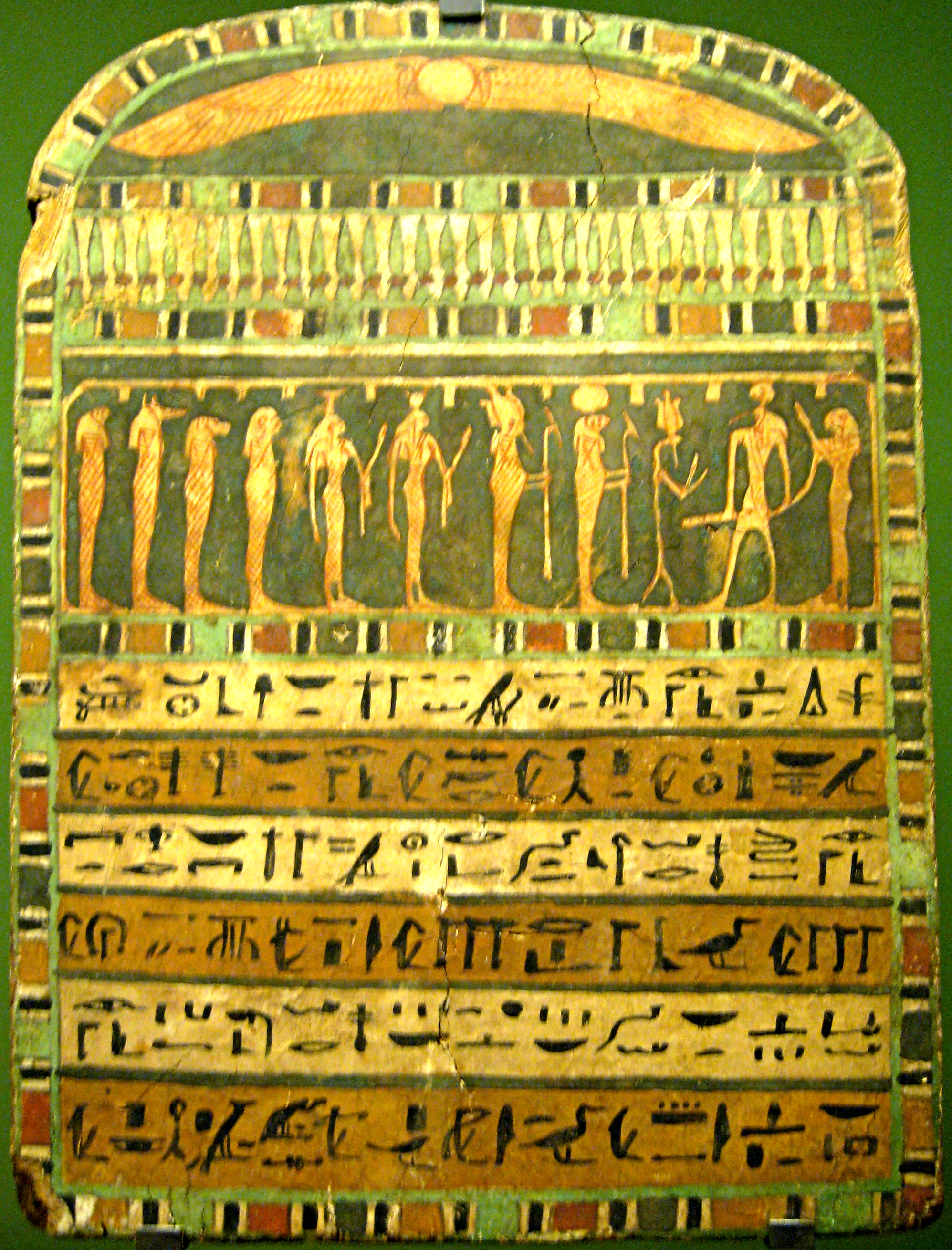
Fragment din Cartea Morților, 300 î.Hr.

Vechimea acestei literaturi urcă până aproape de anul 3.000 î.Hr.
Sunt reflectate realități istorice, concepții și stări de spirit din diferite perioade ale istoriei egiptene vechi sub forma unei mari varietăți de opere literare dintre care cele mai valoroase sunt imnurile și povestirile.
Imnurile, adresate mai ales divinităților, exprimau inițial numeroase aluzii la legendele despre viața zeilor, ca apoi să se facă tot mai mult loc sentimentului de venerație a naturii, iar în final să se ajungă la imagini din viața cotidiană.
Încep să fie utilizate figuri de stil ca: metafora, aliterația, comparația.
Atribuită lui Amenofis al IV-lea, cel care a introdus reforma religioasă a cultului solar în scopul limitării puterii clerului, Imnul lui Akhenaton, adevărată capodoperă a antichității, aduce imagini vii din realitate, Soarele devenind zeul iubirii dintre oamenii și popoare, al binefacerii, al fertilității și al păcii.
Povestirile egiptene, primele opere de proză narativă cultă din literatura universală, realizează un cadru de viață, situații și personaje cu atâta exactitate, încât reconstituie, cel mai viu, mai colorat și mai complet tablou al vechii societăți egiptene, cu viața, oamenii și moravurile lor.
Printre cele mai valoroase este Povestea celor doi frați, un realist și sugestiv tablou al vieții și ocupațiilor obișnuite ale țăranului.

### Literatura ebraică

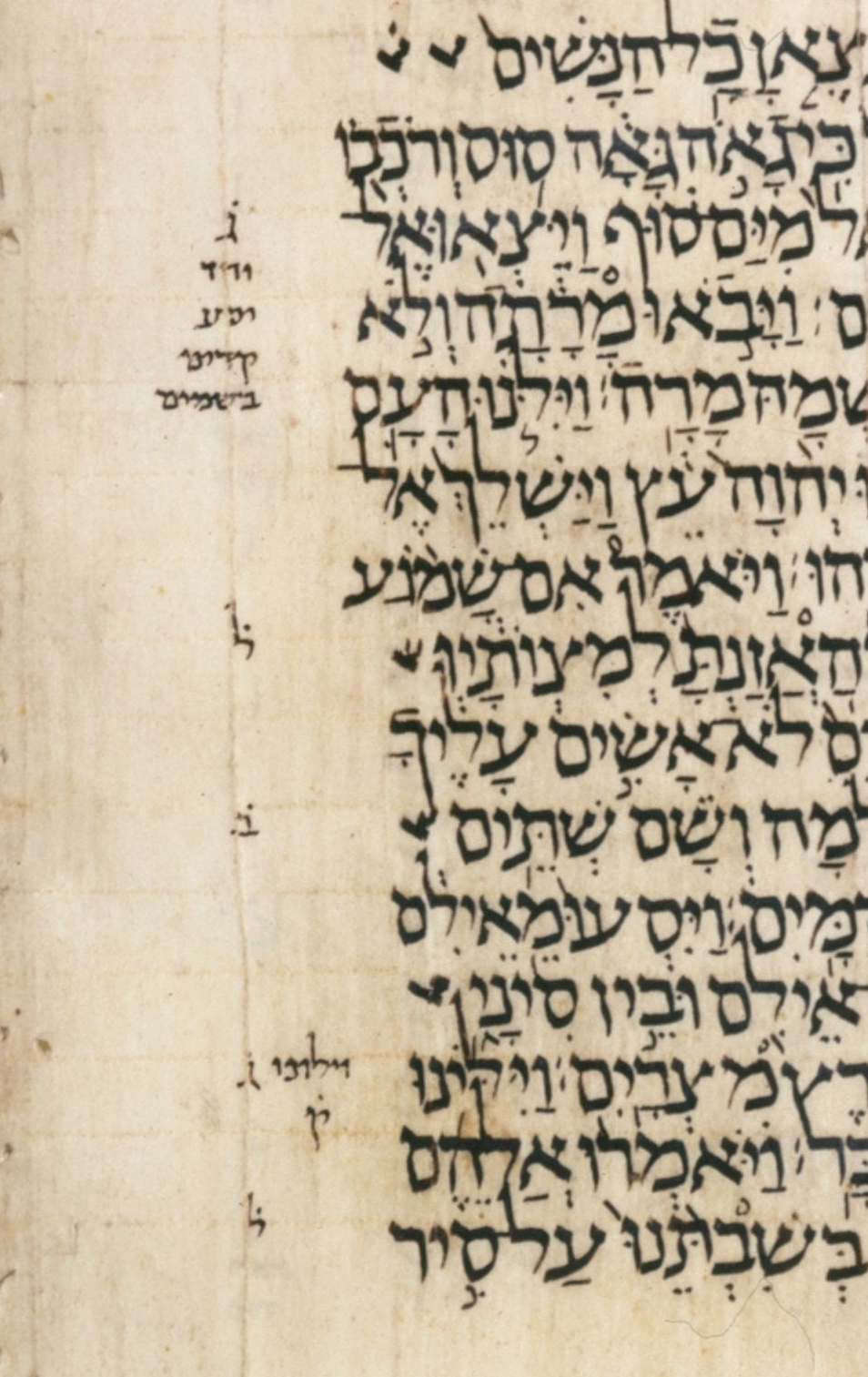
Codexul de la Leningrad

Vechiul Testament însumează scrieri de un caracter foarte variat și datând din epoci diferite.
Printre teme putem menționa: aventura fantastică (Cartea lui Iosua), fanatismul și setea de răzbunare (Cartea Esterei), tonul elegiac (Cartea lui Tobit), grațiosul (Cartea lui Rut), umorul ușor picant (Istoria Susanei).
Caracterul emotiv al subiectelor, succesiunea incidentelor, bogăția sufletească a personajelor și înclinația povestitorului anonim spre notația psihologică conferă acestor povestiri o importanță deosebită în cadrul literaturii antice.
De asemenea, cei 151 de Psalmi sunt adevărate culmi de lirism, de o deosebită intensitate a sentimentului, cu metafore foarte plastice, subiective, pitorești sau suave.
Cântarea cântărilor este un poem de dragoste (redactat în forma sa definitvă în ultimele secole î.Hr.) în care tensiunea înaltă a sentimentului se exprimă fie direct, fie prin intermediul comparațiilor și metaforelor, care aduc un puternic parfum de exotism.
Cărțile profeților (scrise de diferiți autori între secolele al VIII-lea și al II-lea î.Hr.) impresionează prin accentele vibrante de revoltă împotriva nedeptății, asupririi, lăcomiei și luxului celor bogați, revolta mergând până la o violentă amenințare.
Când iau apărarea celor săraci și oprimați, tonul acestor scrieri devine cald, generos, plin de umanitate, dar și de revoltă și de amenințare împotriva celor ce asupresc pe cei săraci.
Prin elocința lor, Cărțile profeților se ridică la înalte culmi de proză literară, reprezentând o creație inedită pentru acea epocă.

### Literatura indiană

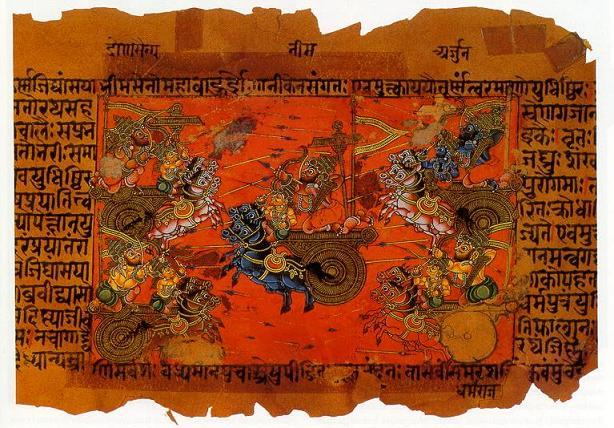
Pagină din Mahābhārata descriind bătălia de la Kurukshetra

În cadrul acestei literaturi să menționăm mai întâi cele o mie de imnuri care alcătuiesc Rig Veda (imnuri adresate soarelui, lunii, stelelor, vântului, ploii, focului, aurorei, pământului etc.)
Pe lângă imnurile de adorare a elementelor naturii, care dobândesc un caracter filozofic și cosmogonic, sunt și imnuri pentru ceremonii matrimoniale, pentru funeralii etc.
Capodoperele vechii literaturi indiene sunt Mahābhārata și Ramayana.
Mahābhārata (considerată cei mai mare operă de imaginație a Asiei) a fost elaborată între secolele al V-lea î.Hr. și al V-lea d.Hr.
Este o operă de dimensiuni neobișnuite, fiind de 15 ori mai voluminoasă decât Iliada.
Sunt relatate luptele dintre cele două neamuri ariene, iar în final se face un elocvent apel la împăcare și la lupta comună împotriva răului.
Opera abundă în scene epice de o incomparabilă grandoare, în scene de o emoțională umanitate și în descrieri de natură de un colorit extraordinar.
Atribuită lui Valmiki, Rāmāyana are dimensiuni mult mai mici.
Acțiunea este mai unitară și mai simplă: refugierea unui prinț și lupta acestuia pentru eliberarea soției sale.
Există aici multe elemente de feerie și de basm, mai multă finețe și rafinament.
Ambele epopei sunt pătrunse de un puternic spirit de umanitate, de eroism și de justiție.
Cel mai mare poet indian al tuturor timpurilor a fost Kālidāsa.
Cea mai celebră operă a sa a fost Sakuntalā.
Prin duioșia sentimentelor, prin delicatul simț al naturii și lirismul gingaș, această evocare a iubirii fiicei unui pustnic pentru regele Dushyanta reprezintă una dintre cele mai valoroase opere ale Indiei din acea epocă.
O altă capodoperă a literaturii indiene o constituie Panciatantra.
Forma actuală a operei a fost elaborată la începutul secolului I d.Hr.
Această creație literară a exercitat o influență deosebită asupra fabulisticii orientale și, prin intermediul unor versiuni persane și arabe, asupra celei medievale europene.

### Literatura chineză

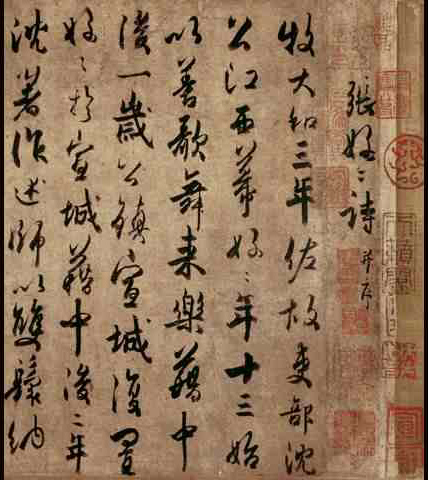
Detaliu dintr-un poem scris de Du Mu

Literatura chineză are la bază opera Cartea cântecelor, o antologie de 300 de poezii populare.
Opera a fost alcătuită în secolul al V-lea î.Hr., pe baza unui imens material de poezie populară, vechimea unora din aceste poezii urcând până pe la începutul mileniului al doilea î.Hr.
Poeziile descriu viața poporului, obiceiurile cotidiene și problemele sociale ale epocii (sărăcia, oprimarea din partea stăpânirii).
Li Tai-pe (c. 701 - 762), poet al iubirii, a cultivat un vers elegant, grațios, în care finețea notației se îmbină cu puritatea sentimentului.
Când tratează problematica socială, stilul său este grav și plin de forță.
Dar cel mai mare poet chinez este Du Fu (712 - 770).
Se remarcă profunzimea sentimentului, realismul viziunii și forța expresiei.
Du Fu este reținut în special de spectacolul mizer și revoltător al nedreptăților sociale, iar ororile războiului sunt exprimate cu o mare intensitate dramatică.
Prin acest vibrant fond de umanitate, prin participarea afectivă intensă la viața timpului său, prin patosul dramatic al expresiei, Du Fu este unul dintre cei mai mari poeți ai lumii.

### Literatura persană

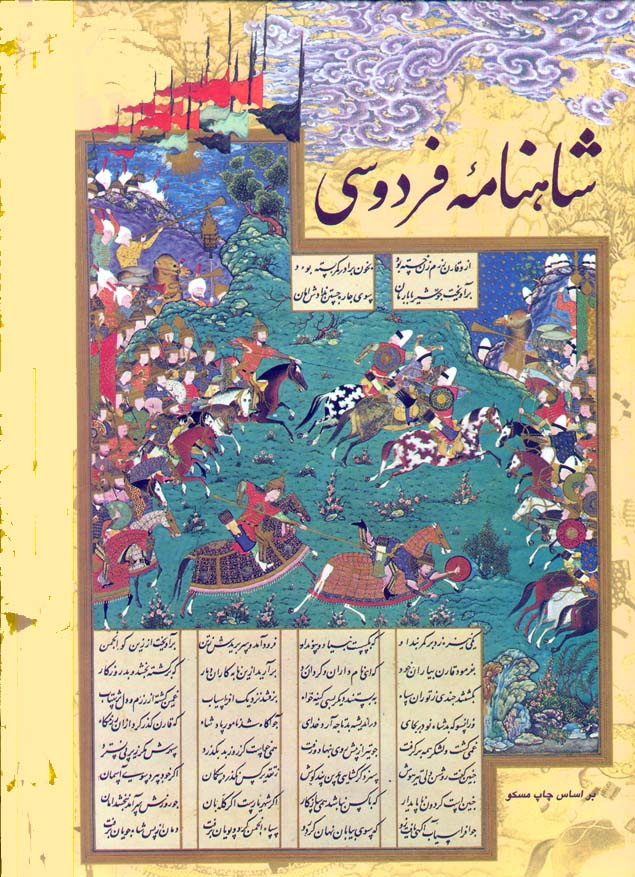
Manuscris din Șah-Namé (Cartea regilor) a lui Firdoùsi

În epoca reformatorului Zoroastru (660 - 583 î.Hr. sau 630 - 553), sistemul religios al epocii a fost condensat în opera Avesta, lucrare importantă pentru istoria culturii.
După căderea Imperiului Persan sub dominație arabă, turcă și apoi mongolă, se instituie un regim feudal, iar literatura se centrează în domeniul celei de curte.
Prin epopeea sa de peste o sută de mii de versuri, Șah-Namé, poetul Firdoùsi reconstituie trecutul real sau legendar al poporului persan.
Scenele de război, dar și cele de dragoste dau epopeii o forță și grandoare incomparabile.
Omar Khayyám (c. 1045 - c. 1122), unul dintre marii oameni de știință ai Orientului, matematician și fizician, astronom și medic, autor a numeroase opere scrise în arabă, este și autorul a circa 250 catrene.
În aceste micropoeme, marcate de melancolie, dezamăgire și scepticism, este blamată viața frivolă, egoistă și nedreaptă.

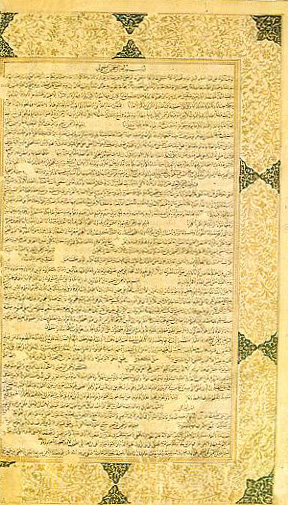
Pagină din Coran, una dintre cele mai importante opere ale literaturii arabe

Un alt mare poet persan a fost Sāadi (1184 – 1283/1291?).
Cele două capodopere ale sale, Livada cu fructe și Grădina florilor conțin elemente autobiografice, marcate de o simplitate și naturalețe care le-au asigurat popularitatea.
În Grădina florilor găsim aforisme, sfaturi practice sau precepte morale, precum și observații critice asupra oamenilor din acea epocă.
Prin poeziile sale sub formă de gazel, Sāadi a cântat natura și dragostea.
Un alt mare poet care a utilizat gazelul a fost Hāfez.
Printre temele liricii sale putem enumera: dragostea, prietenia, natura, bucuria de viață.
Spre deosebire de Khayyám, Hāfez este mai optimist.
De asemenea, se remarcă luminozitatea, sinceritatea, spontaneitatea și eleganța versului.

### Literatura arabă
În cadrul literaturii arabe trebuie menționată opera O mie și una de nopți, o vastă culegere de povestiri datând din secolul al X-lea.
Sursa acestora o constituie povestiri din India, Persia, Egipt și Arabia.

### Literatura greacă

Începutul poemului epic Odiseea

#### Epoca homerică
În perioada secolelor XII - VIII î.Hr. cunoaște o mare dezvoltare genul epic, prin ciclurile de epopei din care s-au păstrat operele lui Homer, Iliada și Odiseea, și poemele lui Hesiod, Teogonia și Munci și zile.
În secolele VII - VI î.Hr. se afirmă genuri și specii noi: poezia lirică (Alceu, Safo, Anacreon, Pindar) și fabula (Esop).

#### Epoca antică
În secolele V - IV î.Hr. apar tragediile lui Eschil, Sofocle și Euripide, odele lui Pindar, comediile lui Aristofan, precum și operele marilor filozofi Socrate, Platon și Aristotel.

#### Epoca elenistică
În perioada marcată de personalitatea lui Alexandru Macedon, literatura nu mai cunoaște strălucirea din perioadele anterioare.
În schimb, se dezvoltă critica filologică a textelor.

### Literatura romană

#### Perioada preclasică

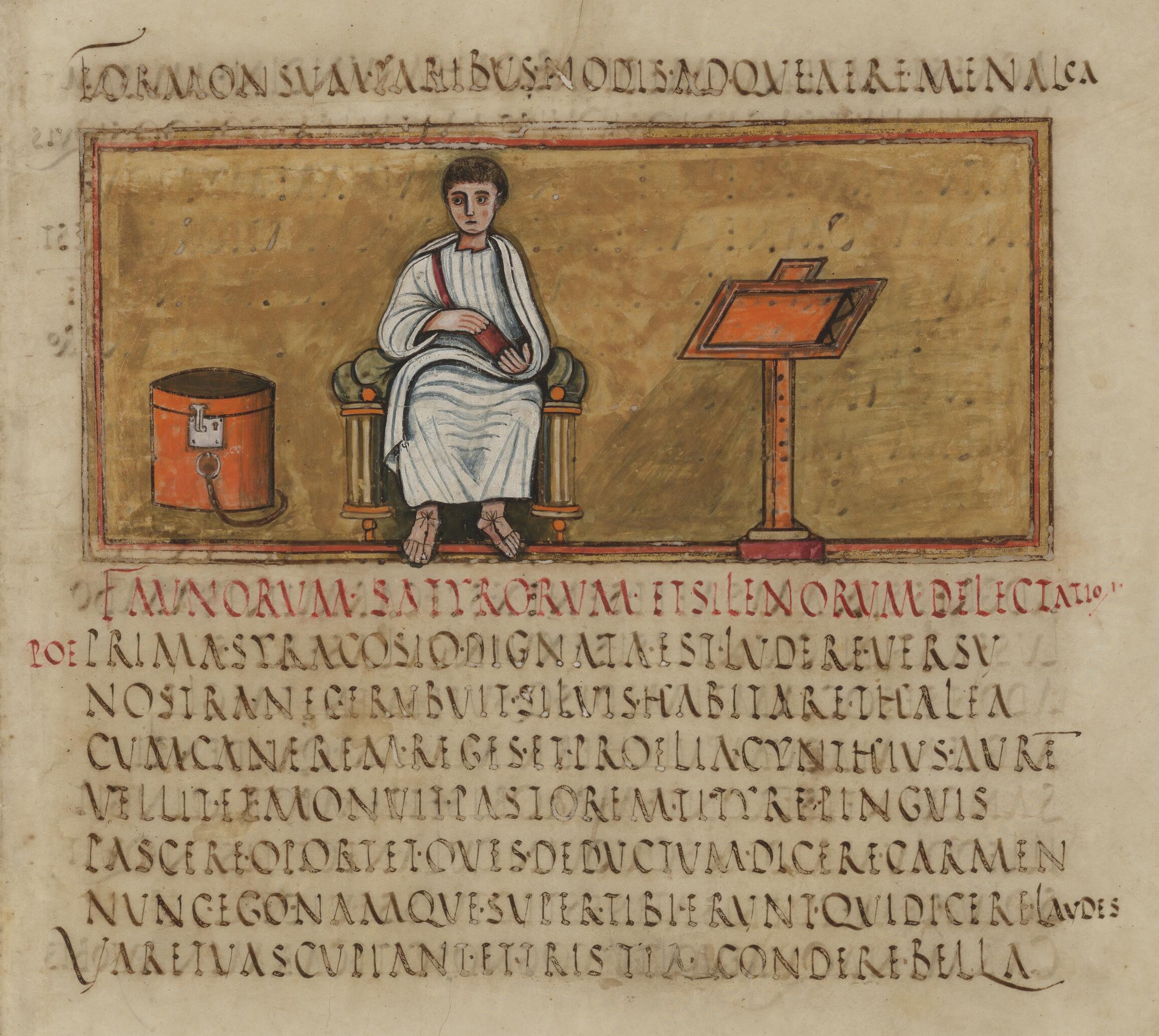
Pagină din manuscrisul Vergilius Romanus din secolul al V-lea d.Hr. înfățișând și un portret al lui Vergilius

Ca orice popor, și latinii au avut o literatură nescrisă, folclorică.
Tematica acesteia conține: viața, moartea, luptele dintre triburi, munca, iubirea.
Toatea acestea sunt cântate în creații lirice, cântece de vitejie, legende, cântece de leagăn.
Înțelepciunea populară este surprinsă în proverbe și sentințe.
De asemenea, mai circulau în popor diverse forme de descântece, incantationes, și cântece de ospețe, carmina convivalia.
Tot prin creații de acest gen s-au transmis din generație în generație legenda lui Romulus și Remus, rivalitatea dintre Tarquini sau dintre Horați și Curiați.
Spre deosebire de legendele grecești, care aveau un caracter mai mult mitologic, în cadrul legendelor romane domină caracterul istoric și aceasta deoarece la romani cultul eroilor are o notă mai puțin religioasă, ci de evocare a istoriei.
Toate aceste creații folclorice constituie izvoare pentru literatura scrisă.
Literatura latină cultă apare în cea de-a doua jumătate a secolului al III-lea î.Hr., după modelele grecești, și este ilustrată de Livius Andronicus, Titus Maccius Plautus și Quintus Ennius.
Deși încă se mai resimte influența literaturii greci, romanii realizează o literatură originală.
Cnaeus Naevius (c. 270 – 201 î.Hr.) ilustrează genul dramatic prin comedii, tragedii, dar și cel epic prin care prelucrează legendele greci și romane.
În cadrul istoriografiei și al retoricii se remarcă Cato cel Bătrân (234 - 149 î.Hr.), Quintus Fabius Pictor (c. 254 î.Hr.-?), Lucius Cincius Alimentus și alții.
În domeniul comediei se remarcă și Publius Terentius Afer (195/185 – 159 î.Hr.).

#### Secolul I î.Hr.
În proză se remarcă Cicero (106-43 î.Hr.), care prin operele sale, printre care Catilinarele și Filipicele, poate fi considerat cel mai mare orator roman.
Împăratul Caius Iulius Cezar în lucrările "Commentarii de Bello Gallico" și "Commentarii de Bello Civile", vădește o deosebită obiectivitate și acordă un loc important și portretelor, nu numai narațiunii.
Gaius Sallustius Crispus a lăsat opere cu conținut istoric, iar Cornelius Nepos este primul biograf roman important.
Poezia este reprezentată de Caius Valerius Catullus (c. 87- c. 54 î.e.n.) și Titus Lucretius Carus (c. 99 - c. 55 î.Hr.), autorul celebrului poem filozofic "De rerum natura".
Acesta este un poem cosmogonic și sociogonic conceput în maniera lui Epicur.

#### Epoca lui August (31 î.Hr. - 14 d.Hr.)

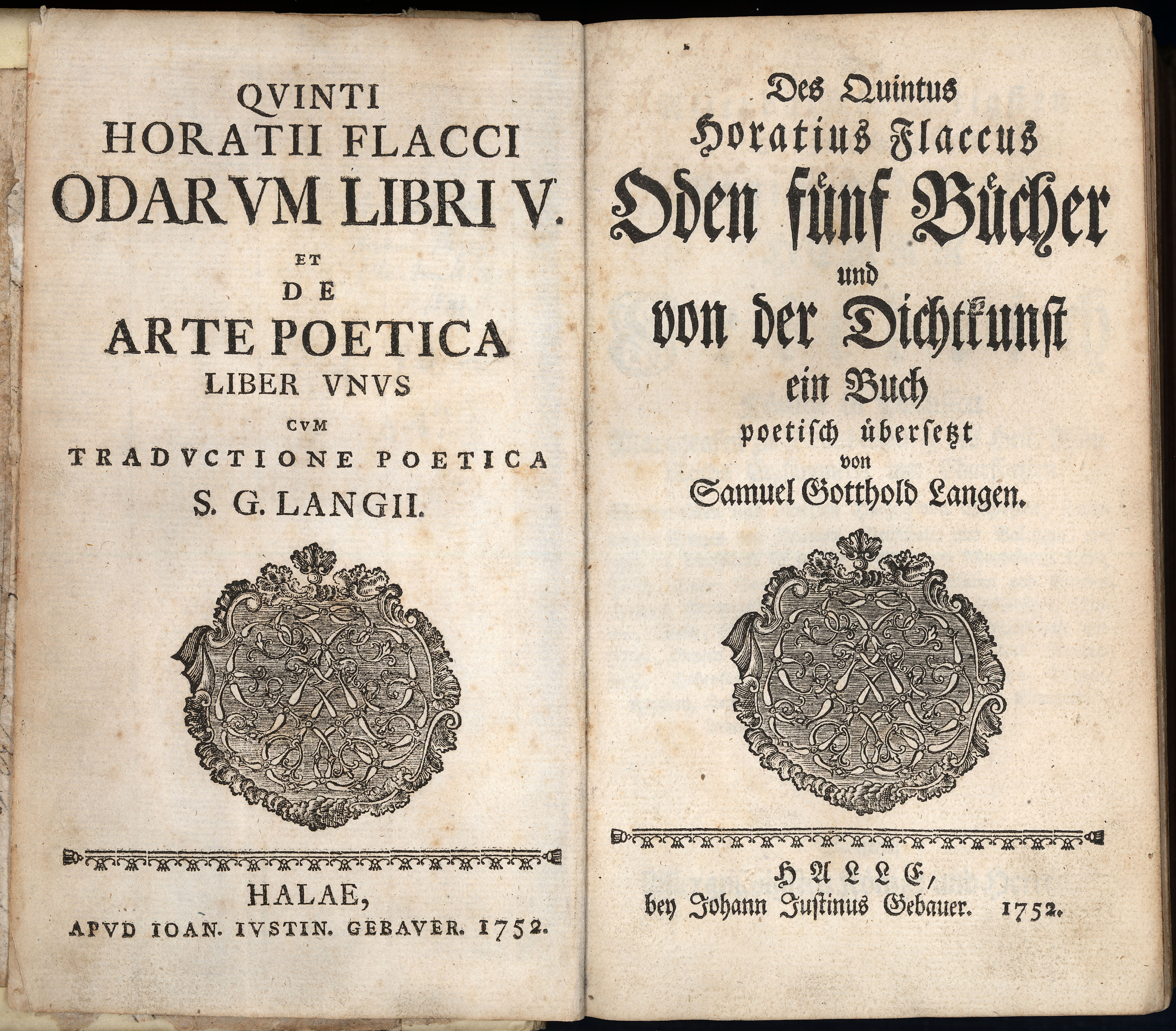
Pagina-titlu a unei traduceri în germană
din 1752 a Odelor lui Horațiu

Publius Vergilius Maro scrie Bucolicele, numite ulterior Ecloge (care au ca model idilele rustice ale lui Teocrit), Georgicele (care amintesc de "Munci și zile" ale lui Hesiod), dar opera sa cea mai valoroasă este Eneida.
În Eneida, Vergiliu prin eroul său, Aeneas, evocă momente importante ale istoriei naționale.
Quintus Horatius Flaccus (65 - 8 î.Hr.), unul dintre cei mai importanți poeți romani a scris epode, satire, ode și epistole.
Printre acestea din urmă, cea mai renumită este Epistula ad Pisones, cunoscută ulterior sub numele de "Ars poetica" și în care sub forma unui tratat de poetică, prezintă principii estetice.
Acestea vor fi preluate mai târziu de către Nicolas Boileau-Despréaux în a sa lucrare "L'Art poétique".
Publius Ovidius Naso (43 î.Hr. - 17/18? d.Hr.), poet liric, elegiac, scrie poeme erotice, "Amores", "Heroides" și "Ars amandi".
În perioada exilului scrie "Tristele" și "Ponticele".
Într-o altă etapă a creației sale compune marea frescă a "Metamorfozelor".
Literatura latină este o sinteză între idei, genuri și specii literare grecești, cu producții specifice genului latin.
A servit ca izvor de inspirație pentru scriitori clasici francezi ca: Molière, Racine, Boileau, La Fontaine.
Și alții scriitori de valoare universală, ca Shakespeare și Goethe, precum și alți creatori moderni și contemporani, au valorificat izvoare ale literaturii grecești și latine.

## Literatura medievală

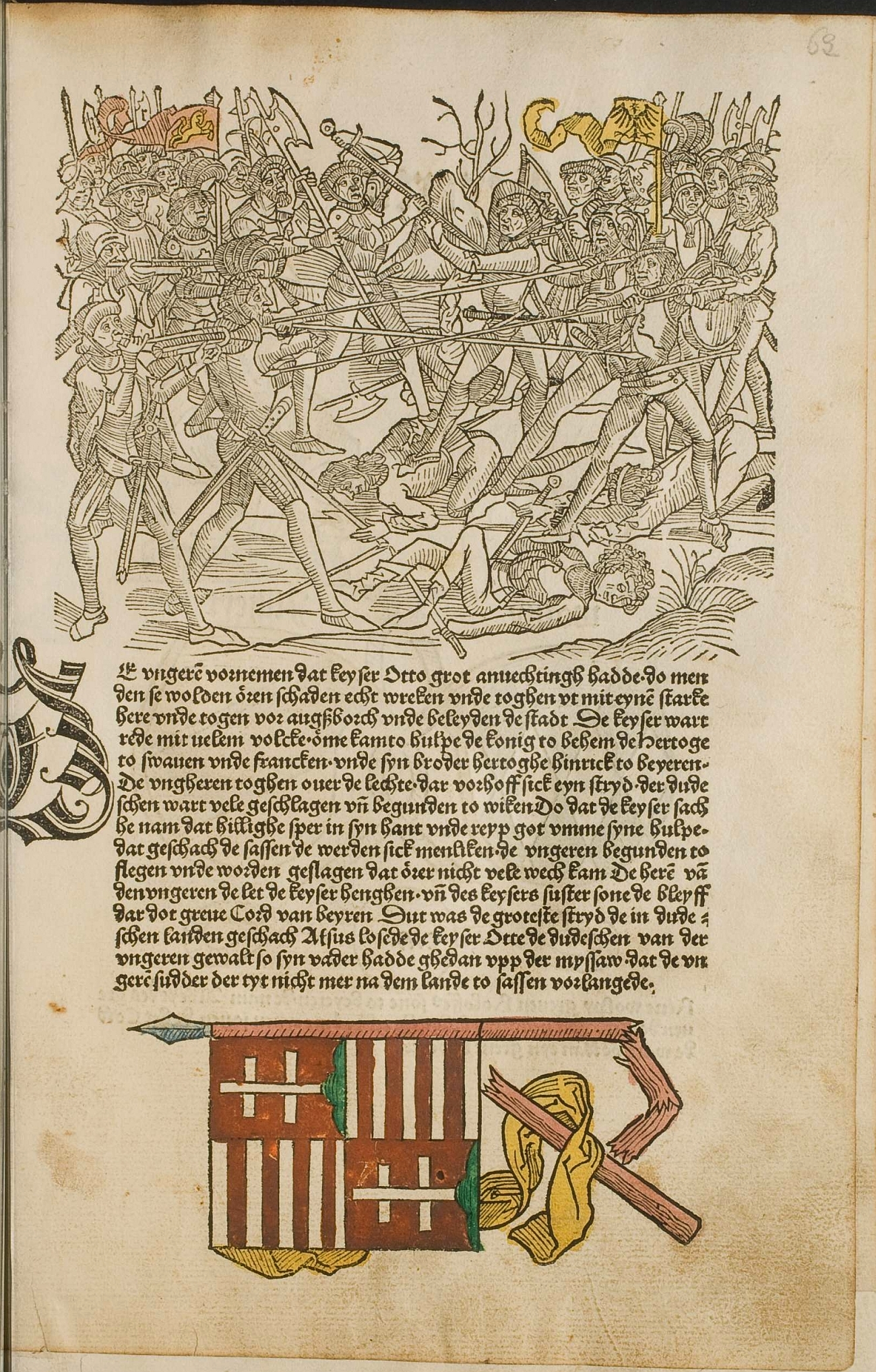
Pagină din incunabulul
"Cronica saxonilor" (Cronecken der Sassen), apărută în 1492, descriind o scenă de luptă.

### Epicul medieval
Evul Mediu a fost în primul rând o perioadă de războaie și cuceriri.
Reflectând evenimentele epocii, literatura a dezvoltat cu precădere genul epic.

#### Poemele eroice
Avem de-a face cu poeme epice ample, care slăvesc vitejia unor eroi și care îmbină elementele istorice cu cele de legendă:
- "Cântecul Nibelungilor" relatează faptele eroice ale lui Siegfried și apoi răzbunarea văduvei sale, Kriemhilda;
- "Cântecul lui Roland" evocă luptele duse de francii conduși de Carol cel Mare împotriva sarazinilor și moartea cavalerului Roland;
- "Cântecul Cidului" redă luptele dintre spanioli și mauri în special vitejia lui Don Rodrigo Díaz de Vivar;
- "Cântecul oastei lui Igor" redă faptele de vitejie ale cneazului Igor Sviatoslavich în lupta cu poloveții;
- "Beowulf" descrie faptele eroice ale lui viteazului cu același nume în luptele cu monștrii. Acest poem epic a devenit ulterior sursă de inspirație pentru romanul fantasy "Stăpânul inelelor".

#### Romanele cavalerești
Avem romane de inspirație antică: Romanul Troiei și Romanul lui Alexandru cel Mare.
În cadrul ciclului breton, avem: romanele referitoare la Sfântul Graal (printre care Perceval sau Povestea Graalului de Chrétien de Troyes), scrierile referitoare la Regele Arthur și Cavalerii Mesei Rotunde, "Tristan și Isolda", Lancelot (al lui Chrétien de Troyes), romanul Parzival al lui Wolfram von Eschenbach.
După apariția tiparului, romanul cavaleresc cunoaște o deosebită răspândire și un mare succes la public.
Ecouri ale acestei specii le întâlnim la "Infernul" lui Dante (unde în episodul Francescăi da Rimini este amintit cavalerul Lancelot) sau la "Don Quijote" de Cervantes (care satirizează exagerările).

### Lirica medievală

#### Poezia trubadurilor
Apărută în Franța, poezia trubadurilor se răspândește în toată Europa Occidentală.
Subiectul îl constituie dragostea (sub forma de adorare și slujire a femeii nobile) și virtuțile cavalerești (statornicia, fielitatea, buna-cuviință, onoarea).
Printre poeții medievali europeni, amintim truverii (cel mai cunoscut fiind Chrétien de Troyes) și minnesingerii (printre care: Walther von der Vogelweide și Wolfram von Eschenbach).

#### François Villon

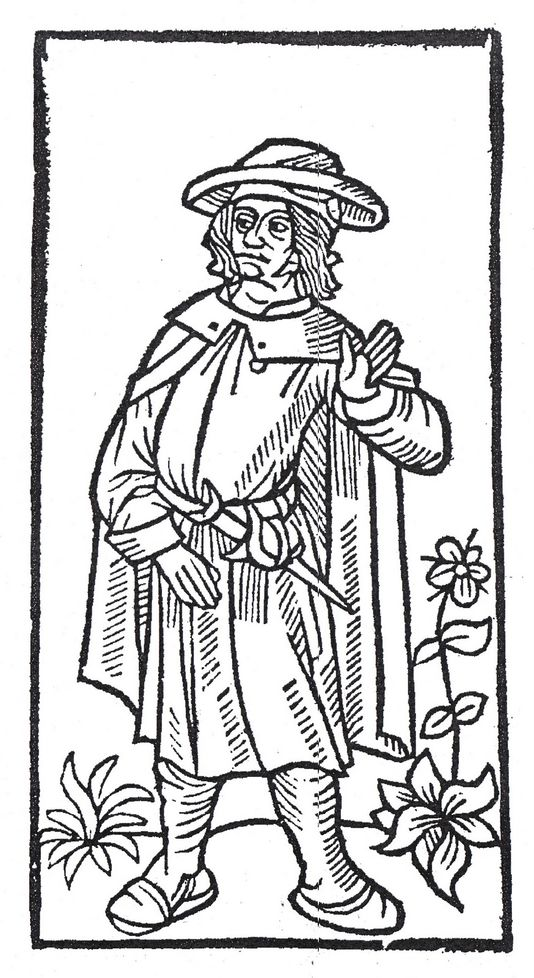
François Villon pe o gravură din 1489

François Villon (c.1431 - c.1474) a fost cea mai mare personalitate a liricii medievale franceze.
Opera sa oferă o imagine viu colorată a vieții din a doua jumătate a secolului al XV-lea.
Dar principala valoare a creației sale constă în caracterul ei de autentică și tulburătoare confesiune a omului medieval.

#### Dante Alighieri
În Italia, poezia Școlii siciliene, precum și curentul literar "Dolce stil novo" au avut ca exponent important pe Dante Alighieri (1265 - 1321), cel mai mare poet al Italiei.
Dante a lăsat posterității:
- "Vita Nuova", operă în versuri inspirată de iubirea sa pentru Beatrice
- tratate filozofice, politice, literare, scrisori
- "Divina Comedie", cea mai celebră operă a sa, una din capodoperele literaturii universale.

### Dramaturgia medievală
Apar noi modalități dramatice:
- teatrul misteriilor, cu caracter religios și subiecte predominant biblice
- miracolul: subiecte laice rezolvate prin intervenții miraculoase
- farsa, comedie cu intrigă simplă, de inspirație populară și satirică.

### Genul alegorico-didactic
Apare genul "fabliau" (un fel de snoavă ce se încheie cu o morală) și se dezvoltă fabula de mari dimensiuni (Romanul lui Renart și Romanul trandafirului).

## Literatura renascentistă

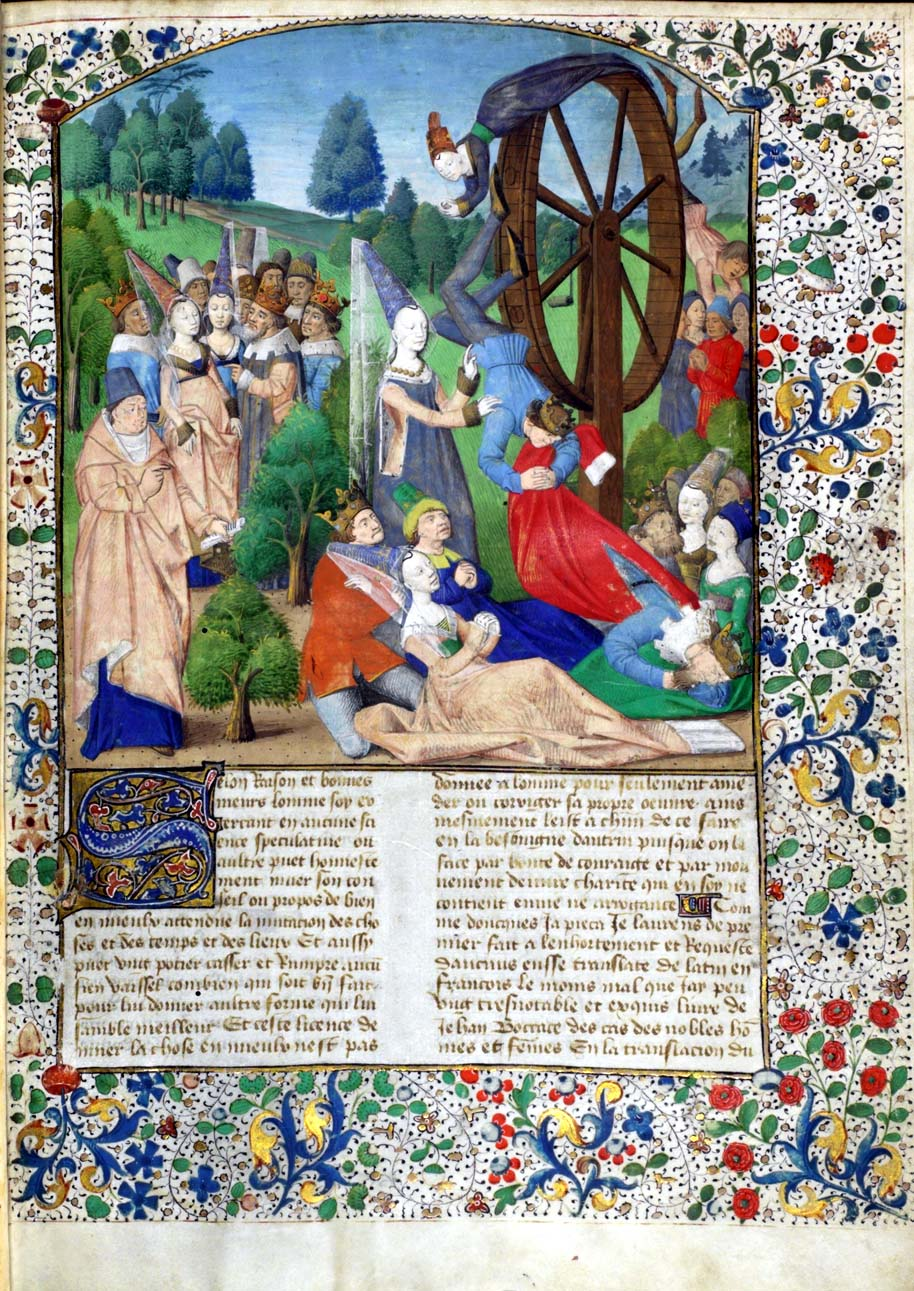
Pagină din "Decameronul" (ediție din 1485) cu ilustrații realizate manual

### Italia
- Francesco Petrarca ( Canțonierul)
- Giovanni Boccaccio ("Decameronul")
- Niccolò Machiavelli ("Principele")
- Ludovico Ariosto ("Orlando furioso")
- Torquato Tasso ("Ierusalimul eliberat").

### Franța
- François Rabelais ("Gargantua și Pantagruel")
- Pierre de Ronsard
- Michel de Montaigne (Eseuri).

### Anglia
- Thomas Morus (1478 - 1535) (Utopia)
- Christopher Marlowe (1564 - 1593) (Doctor Faust, Evreul din Malta etc.)
- William Shakespeare (1564 - 1616) (dramaturgie, poezii)
- Geoffrey Chaucer (Povestirile din Canterbury).

### Spania
- Lope de Vega (1562 - 1635)
- Pedro Calderón de la Barca (1600 - 1681) (Viața este vis)
- Miguel de Cervantes (1547 - 1616) ("Don Quijote").

### Țările de Jos
- Erasmus din Rotterdam (1466 - 1536) (Elogiul nebuniei).

## Clasicismul

### Literatura franceză

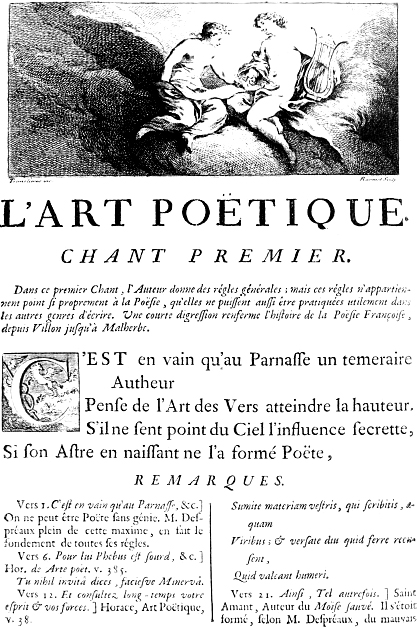
Ediția din 1740 a "Artei poetice" a lui Boileau

Acest curent literar apare în Franța și are la bază ideile cuprinse în "Poetica" lui Aristotel, idei sintetizate de Nicolas Boileau-Despréaux în lucrarea sa "Arta poetică".
- Pierre Corneille: "Horațiu", "Cidul".
- Jean Racine: "Andromaca", "Fedra".
- Molière: "Tartuffe", "Mizantropul", "Don Juan".
- Jean de La Fontaine: Fabule.

Alți clasici francezi: Jean de La Bruyère, François de la Rochefoucauld.

### Literatura engleză
- John Milton (1608 – 1674): "Paradisul pierdut".
- Alexander Pope (1688 – 1744): Un eseu asupra criticii.

### Literatura germană
- Johann Christoph Gottsched (1700 – 1766).

### Literatura italianăa
- Vittorio Alfieri (1749 – 1803).

### Literatura rusă
- Mihail Lomonosov (1711 – 1765).
- Antioh Dimitrievici Cantemir (1709 – 1744).

### Literatura română
- Poeții Văcărești: Ienăchiță Văcărescu (1740 – 1797), Alecu Văcărescu (c. 1767 – 1799), Iancu Văcărescu (1792 – 1863), Nicolae Văcărescu (1786 – 1825).
- Barbu Paris Mumuleanu (1794 – 1836)
- Costache Conachi (1777 – 1849)
- Gheorghe Asachi (1788 – 1869)
- Grigore Alexandrescu (1810 – 1885).

## Iluminismul
Iluminismul apare în condițiile dezvoltării burgheziei și științei și în contextul Revoluției franceze.

### Literatura engleză

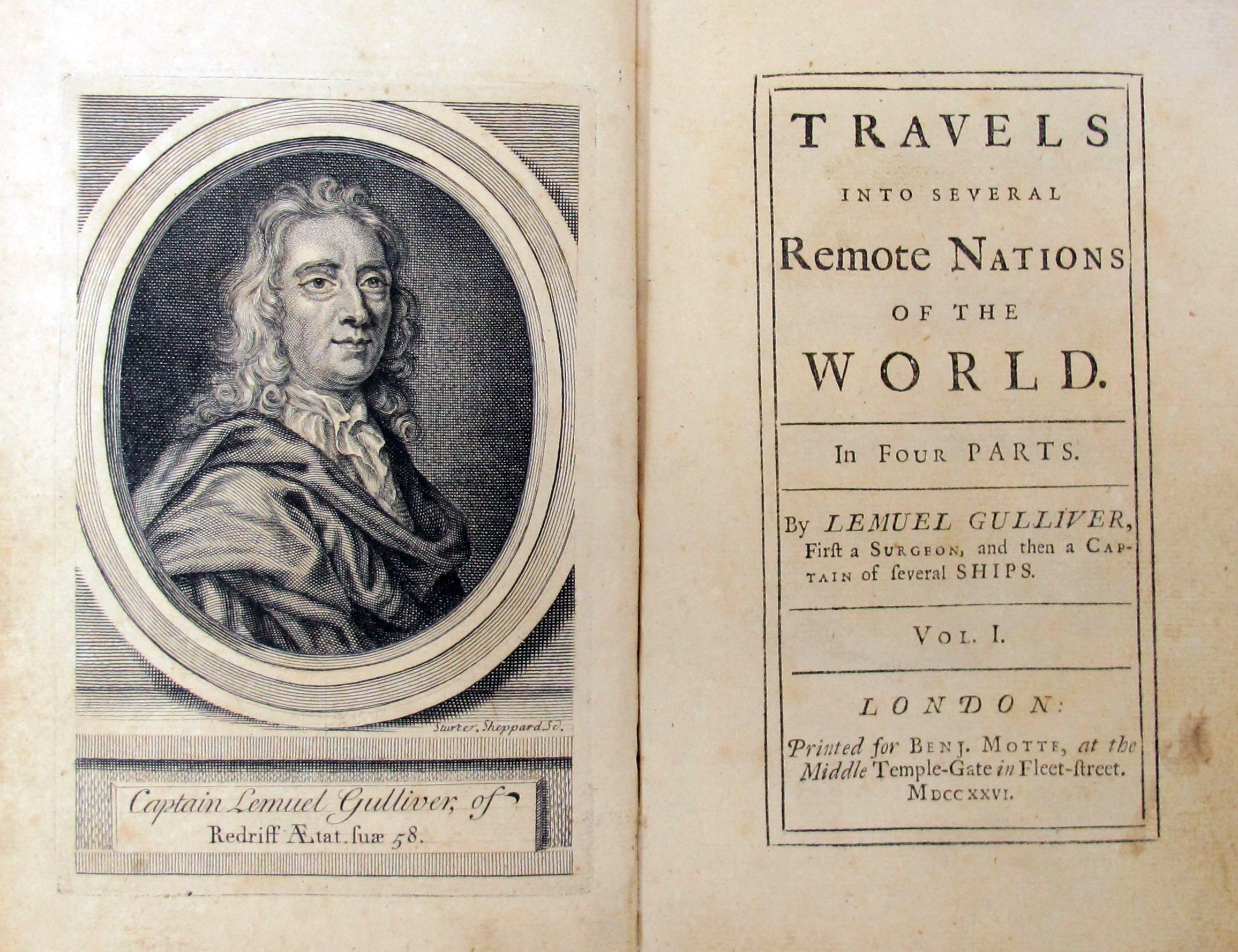
Prima ediție a "Călătoriilor lui Guliver", 1726

- Daniel Defoe (1659/1661 ? — 1731): "Robinson Crusoe".
- Jonathan Swift (1667 — 1745): "Călătoriile lui Gulliver".
- Henry Fielding (1707 – 1754): Tom Jones.

### Literatura franceză
- Montesquieu (1689 – 1755): Scrisori persane, Spiritul legii.
- Voltaire (1694 – 1778): Candide, Scrisori filozofice (Scrisori privind națiunea engleză), Dictionnaire philosophique.
- Denis Diderot (1713 – 1784): "Encyclopédie, ou dictionnaire raisonné des sciences, des arts et des métiers".
- Jean-Jacques Rousseau (1712 – 1778): Discurs asupra originii și fundamentelor inegalității dintre oameni, Contractul social, Émile sau despre educație.

### Literatura germană
- Gotthold Ephraim Lessing (1729 – 1781): Nathan, înțeleptul, Educația omenirii.
- Friedrich Gottlieb Klopstock (1724 – 1803): Mesiada, David.

### Literatura rusă
- Aleksandr Radișcev (1749 – 1802)
- Nikolai Novikov (1749 – 1802).

### Literatura română
Școala Ardeleană:
- Petru Maior (c. 1756 – 1821),
- Samuil Micu (1745 – 1806),
- Gheorghe Șincai (1754 – 1816),
- Ion Budai-Deleanu (1760 sau 1763 – 1820).

## Preromantismul
Preromantismul reprezintă o tranziție de la iluminism la romantism.

### Literatura engleză
- Edward Young (1681 – 1765): Cugetări nocturne.
- James Thomson (1700 – 1748): Anotimpurile.
- Thomas Gray (1716 – 1771): Elegie scrisă într-un cimitir de țară.
- James Macpherson (Ossian) (1736 – 1796): Operele lui Ossian.

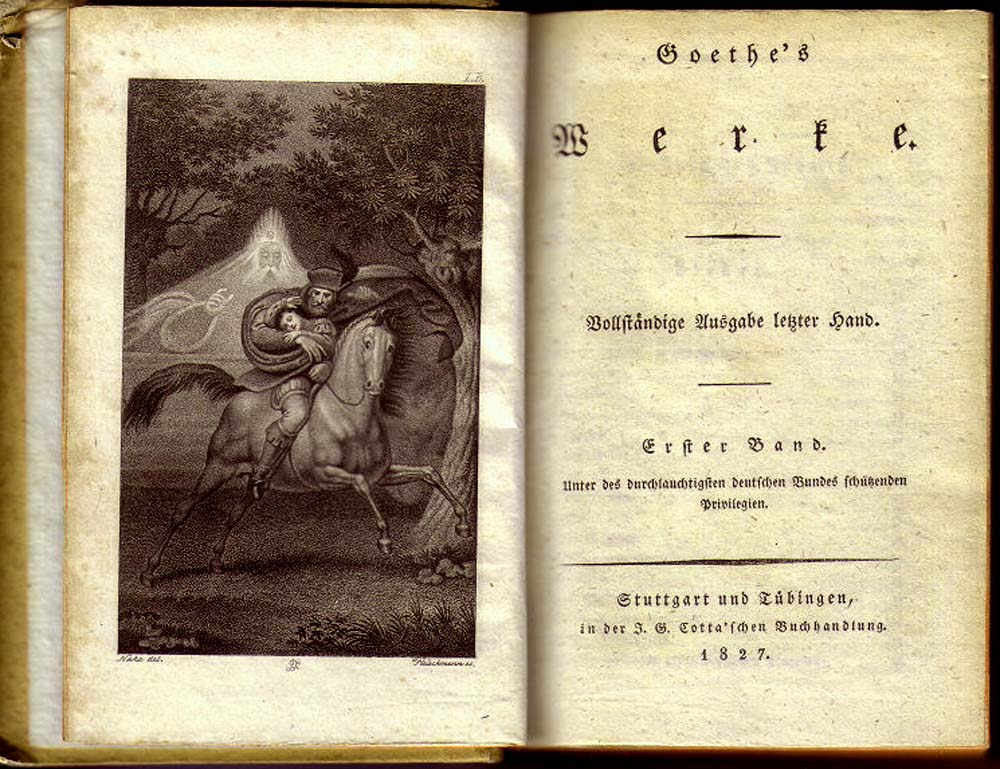
Primul volum din Opere complete a lui Goethe, apărut în 1827

### Literatura germană
Mișcarea "Sturm und Drang": 
- Johann Wolfgang von Goethe (1749 – 1832)
- Friedrich von Schiller (1759 – 1805)
- Johann Paul Friedrich Richter (1763 – 1825)
- Friedrich Hölderlin (1770 – 1843)
- Heinrich von Kleist (1777 – 1811).

### Literatura franceză
- Madame de Staël (1766 – 1817).
- François-René de Chateaubriand (1768 – 1848): René.

### Literatura română
- Vasile Cârlova (1809 – 1831)
- Ion Heliade-Rădulescu (1802 – 1872)
- Grigore Alexandrescu (1810 – 1885).

## Romantismul

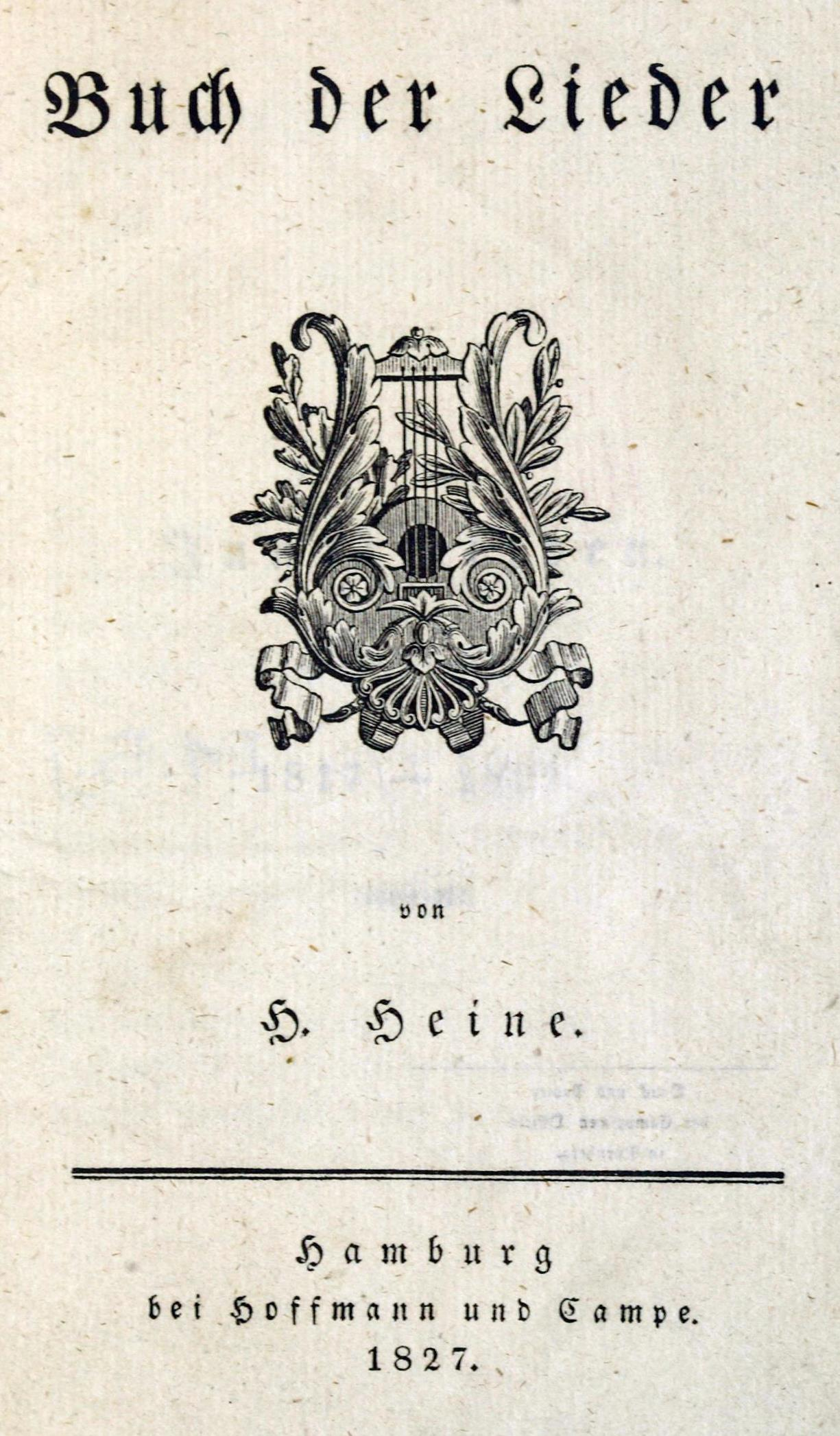
Buch der Lieder a lui Heinrich Heine, ediția 1827

Romantismul s-a dezvoltat în primele decenii ale secolului al XIX-lea în Europa, ca o reacție față de clasicismul rigid și s-a extins și în alte continente.

### Literatura germană
- Școala de la Jena: August Wilhelm Schlegel (1767 – 1845), Friedrich Schlegel (1772 – 1829), Novalis (1772 – 1801), Ludwig Tieck (1773 – 1853).
- Școala de la Heidelberg: Clemens Brentano (1778 – 1842), Achim von Arnim (1781 – 1831).
- Școala de la Berlin: E.T.A. Hoffmann (1776 – 1822), Heinrich Heine (1797 – 1856).

### Literatura engleză
- Walter Scott (1771 – 1832)
- George Gordon Byron (1788 – 1824)
- Percy Bysshe Shelley (1792 – 1822).

### Literatura franceză
- Alphonse de Lamartine (1790 – 1869)
- Alfred de Vigny (1797 – 1863)
- Alfred de Musset (1810 – 1857)
- Victor Hugo (1802 – 1885).

### Literatura italiană
- Alessandro Manzoni (1785 – 1873)
- Giacomo Leopardi (1798 – 1837).

### Literatura rusă
- Aleksandr Pușkin (1799 – 1837)
- Mihail Lermontov (1814 – 1841).

### Alte literaturi
Edgar Allan Poe (1809 – 1849), Sándor Petőfi (1823 – 1849), Adam Mickiewicz (1798 – 1855).

### Literatura română
Grigore Alexandrescu (1810 – 1885), Constantin Negruzzi (1808 – 1868), Bogdan Petriceicu Hasdeu (1836 – 1907), Vasile Alecsandri (1821 – 1890), Mihai Eminescu (1850 – 1889).

## Realismul

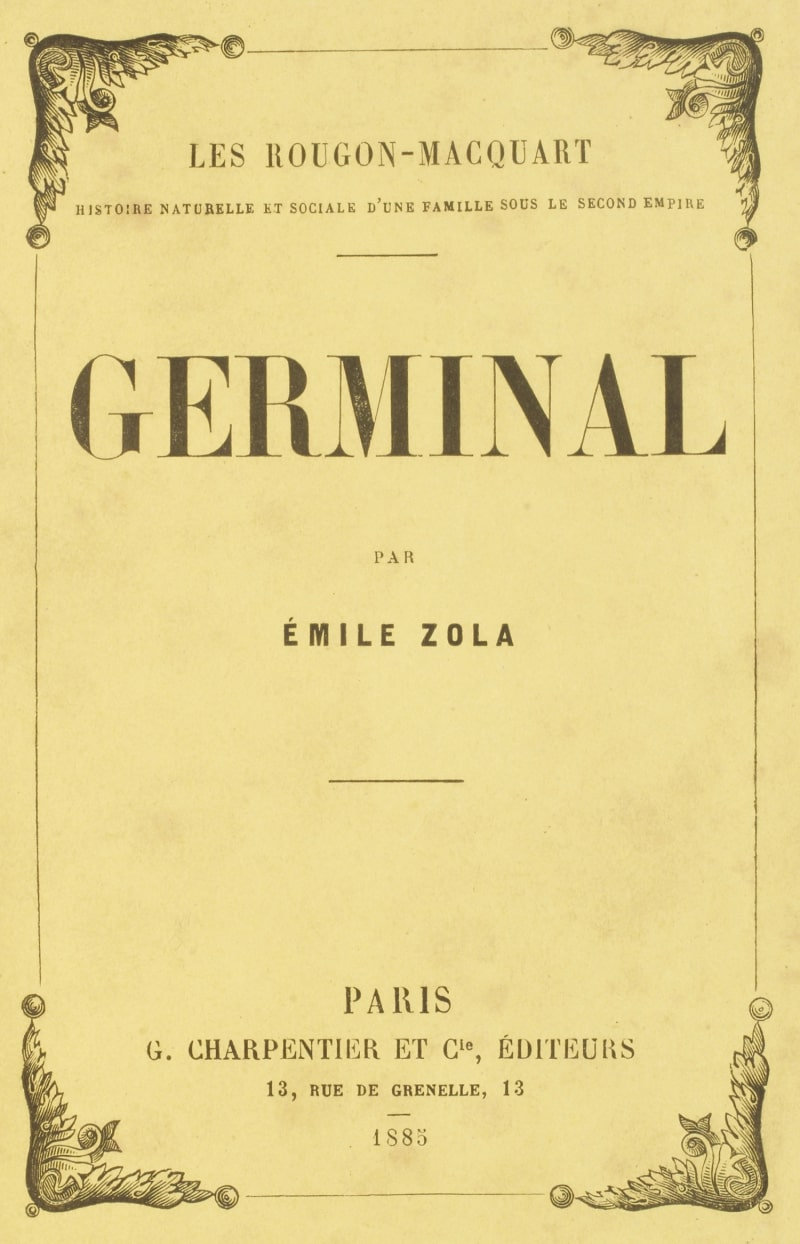
Prima ediție a lui Germinal de Émile Zola

Realismul a evoluat în următorul context:
- Revoluția industrială. care s-a declanșat la sfârșitul secolului al XVIII-lea
- ascensiunea burgheziei care dobândește tot mai multă putere economică și politică
- apariția pozitivismului lui Auguste Comte
- dezvoltarea științelor naturii și a teoriei evoluționiste a lui Darwin.

### Literatura franceză
- Stendhal (1783 – 1842)
- Honoré de Balzac (1799 – 1850)
- Gustave Flaubert (1821 – 1880)
- Prosper Mérimée (1803 – 1870)
- surorile Brontë: Charlotte Brontë (1816 – 1855), Emily Brontë (1818 –  1848), Anne Brontë (1820 – 1849)
- George Eliot (1819 – 1880).

### Literatura engleză
- Charles Dickens (1812 – 1870)
- W. M. Thackeray (1811  – 1863).

### Literatura rusă
- Nikolai Gogol (1809 – 1852)
- Feodor Dostoievski (1821 – 1881)
- Lev Tolstoi (1828 – 1910)
- Anton Cehov (1860 – 1904).

### Alte literaturi
Norvegienii Henrik Ibsen (1828 – 1906) și Bjørnstjerne Bjørnson (1832 – 1910) și americanul Mark Twain (1835 – 1910).

### Literatura română
Ion Luca Caragiale (1852 – 1912), Ioan Slavici (1848 – 1925), Liviu Rebreanu (1885 – 1944).

## Naturalismul
Acest curent s-a afirmat începând cu a doua jumătate a secolului al XIX-lea mai întâi în Franța.
- Émile Zola (1840 – 1902): Familia Rougon-Macquart, Germinal
- Gerhart Hauptmann (1862 – 1946)
- August Strindberg (1849 – 1912).

## Parnasianismul
Curentul debutează în al șaptelea deceniu al secolului al XIX-lea.
- Charles Leconte de Lisle (1818 – 1894)
- Charles Baudelaire (1821 – 1867).

## Simbolismul

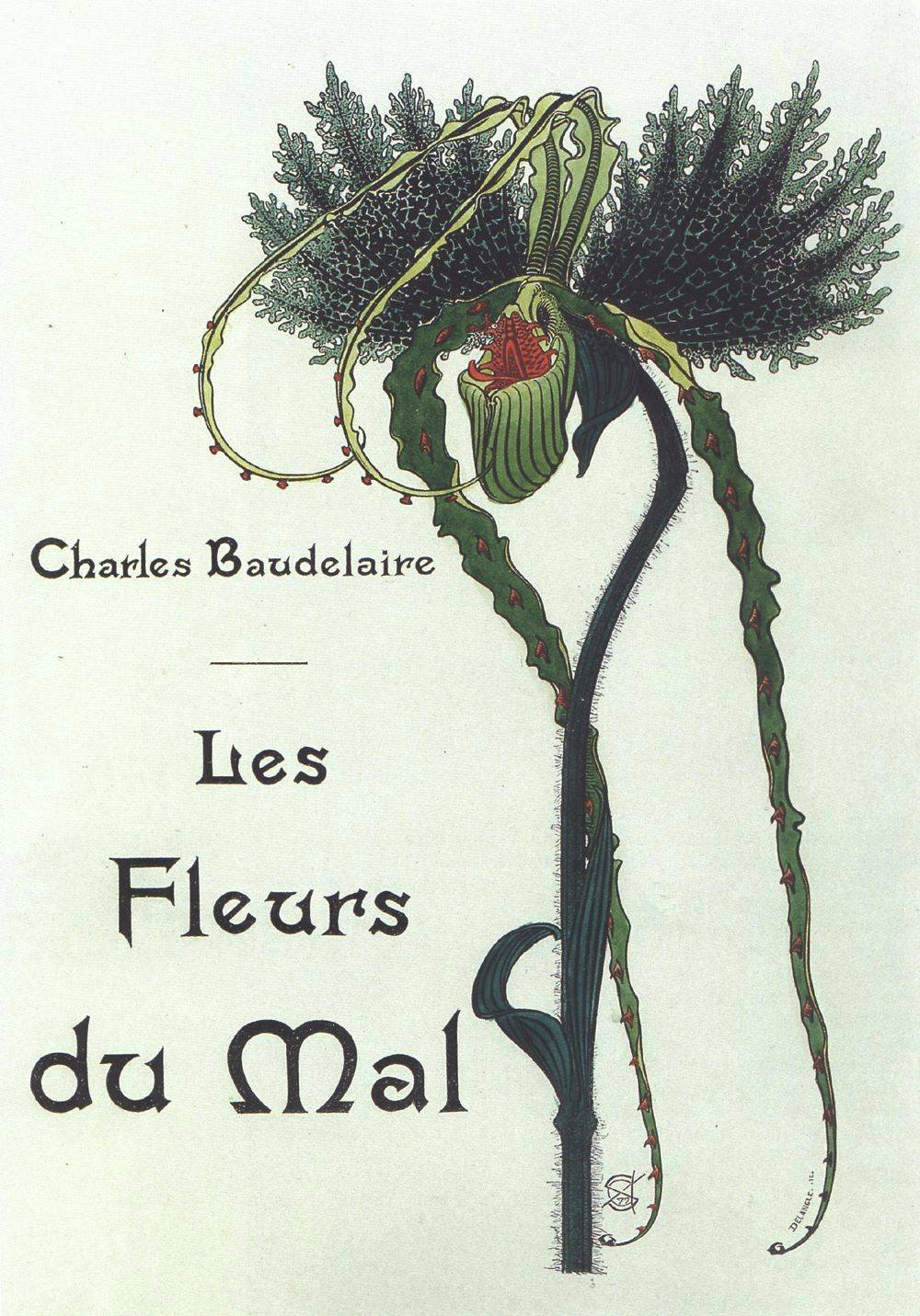
Les Fleurs du Mal a lui Baudelaire, ediția din 1900

Această mișcare apare în Franța în jurului anului 1880, ca o reacție împotriva poeziei prea retorice a romanticilor, precum și împotriva impersonalității reci a parnasianismului.
- Paul Verlaine (1844 – 1896)
- Stéphane Mallarmé (1842 – 1898)
- Arthur Rimbaud (1854 – 1891).

## Literatura secolului XX

### Poezia
Se desprind două mari tendințe:

#### Poezia militantă
Acest model liric se caracterizează prin preocupare pentru politic, social și istoric, atitudine mobilizatoare, patetism, combativitate.
Printre poeții care se înscriu în această direcție, amintim: Vladimir Maiakovski (1893 – 1930), Federico García Lorca (1898 – 1936), Rafael Alberti (1902 – 1999), Louis Aragon (1897 – 1982), Attila József (1905 – 1937), Guo Moruo (1892 – 1978), Pablo Neruda (1904 – 1973), Nicolás Guillén (1902 – 1989).

#### Poezia meditativă și confesivă
Este exprimat universul interior și sunt explorate marile probleme ale existenței (viața, moartea, iubirea, sentimentul singurătății, al alienării).
Adesea sunt revalorificate miturile și este evocat impactul civilizației moderne asupra omului.
Poeții mai cunoscuți ai acestui gen sunt: Serghei Esenin (1895 – 1925), Guillaume Apollinaire (1880 – 1918), Rainer Maria Rilke (1875 – 1926), T.S. Eliot (1888 – 1965), Paul Valéry (1871 – 1945), Giuseppe Ungaretti (1888 – 1970), Tudor Arghezi (1880 – 1967), Lucian Blaga (1895 – 1961), Ion Barbu (1895 – 1961).

### Romanul secolului XX
- Romanul comportamentist: exprimă reacția omului față de problemele realității și are un stil sobru și concis.
  - Ernest Hemingway (1899 – 1961): Adio arme, Pentru cine bat clopotele.
- Romanul de frescă socială: realizează o imagine a societății și se caracterizează printr-o multitudine de personaje.
  - Maxim Gorki (1868 – 1936): Mama
  - Mihail Șolohov (1905 – 1984): Pe Donul liniștit
  - Liviu Rebreanu (1885 – 1944) : "Răscoala"
- Romanul familiilor: urmărește evoluția unei familii mai ales în momente de criză și este caracterizat prin obiectivitate și un număr mare de personaje.
  - Thomas Mann (1875 – 1955): Casa Buddenbrook
  - John Galsworthy (1867 – 1933): Forsyte Saga
  - George Călinescu (1899 – 1965): Enigma Otiliei
- Romanul document și romanul jurnal: se prezintă ca un jurnal personal și se caracterizează prin obiectivitate și luciditate.
  - André Gide (1869 – 1951): Pivnițele Vaticanului, Falsificatorii de bani
  - Camil Petrescu (1894 – 1957): Patul lui Procust
- Romanul istoric: ficțiunea se îmbină cu istoria, ale cărei semnificații sunt redate în viziune modernă.
  - Mihail Sadoveanu (1880 – 1961): "Frații Jderi", "Nicoară Potcoavă"
  - Ivo Andrić (1892 – 1975): E un pod pe Drina...
  - Aleksei Nicolaevici Tolstoi (1883 – 1945): Petru Întâiul
  - Louis Aragon (1897 – 1982): Săptămâna patimilor
- Romanul de analiză psihologică: analizează universul interior, fiind promovat subiectivismul în defavoarea observației obiective.
  - Marcel Proust (1871 – 1922): "În căutarea timpului pierdut"
  - James Joyce (1882 – 1941): Ulise
  - William Faulkner (1897 – 1962): Cătunul, Orașul
  - Liviu Rebreanu (1885 – 1944): "Pădurea spânzuraților"
  - Camil Petrescu (1894 – 1957): "Ultima noapte de dragoste, întâia noapte de război"
- Romanul-parabolă, romanul existențialist: dezbate problema condiției umane, realitatea fiind prezentată în mod alegoric.
  - Franz Kafka (1883 – 1924): "Procesul"
  - Albert Camus (1913 – 1960): "Străinul", Ciuma
- Romanul-eseu: problemele majore ale existenței sunt dezbătute în stil filozofic, iar personajele au un caracter simbolic.
  - Thomas Mann (1875 – 1955): Muntele vrăjit.

### Teatrul secolului XX
- Drama de idei: este dezbătută o idee, obiectivul principal fiind transmiterea unui mesaj.
  - Camil Petrescu (1894 – 1957): Jocul ielelor
- Drama istorică: istoria este văzută dintr-un punct de vedere contemporan, căutându-se similitudinile dintre problemele trecutului și cele ale prezentului.
  - Bertolt Brecht (1898 – 1956): Viața lui Galilei
  - George Bernard Shaw (1856 – 1950): Discipolul diavolului, Cezar și Cleopatra
- Teatrul politic: sunt dezbătute semnificațiile unui eveniment politic și are caracter militant.
  - Bertolt Brecht (1898 – 1956): Ascensiunea lui Arturo Ui poate fi oprită
- Drama personalității umane: prin prisma psihanalizei, este explorat subconștientul.
  - Luigi Pirandello (1867 – 1936): Henric al IV-lea
  - Eugene O'Neill (1888 – 1953): Straniul interludiu, Din jale se întrupează Electra
- Teatrul absurdului: este dezbătută problema dificultății de comunicare într-o societate lipsită de umanism.
  - Samuel Beckett (1906 – 1989): Așteptându-l pe Godot
  - Eugen Ionescu (1909 – 1994): "Cântăreața cheală", Lecția, Scaunele.

### Poezia secolului XX
Avem câteva direcții importante:
- teoretizarea artei poetice: Rilke, Apollinaire, P. Valéry, T.S. Eliot, I. Barbu, L. Blaga
- incoerența spațiului și a timpului: Apollinaire, P. Valéry, T.S. Eliot, García Lorca
- transformarea sublimă a tuturor aspectelor realității: Rilke, Apollinaire, García Lorca, S. Esenin, T. Arghezi
- abordarea temelor majore (viață, moarte, dragoste, sensul existenței): Rilke, Apollinaire, P. Valéry, P. Éluard, L. Blaga, V. Voiculescu
- valorificarea miturilor: Rilke, P. Valéry, García Lorca, T.S. Eliot, I. Barbu, L. Blaga
- crearea de imagini exotice prin revalorificarea metaforei: Rilke, Apollinaire, P. Valéry, García Lorca, L. Blaga, V. Voiculescu, T. Arghezi, I. Barbu
- ermetism, ambiguitatea expresiei: Apollinaire, P. Valéry, García Lorca, T.S. Eliot,  I. Barbu, V. Voiculescu
- magia limbajului și sugestia: Rilke, P. Valéry, García Lorca, L. Blaga, V. Voiculescu, T. Arghezi, I. Barbu.